# Loki
Loki é um deus da mitologia nórdica. É um deus da trapaça e da travessura e do fogo, também está ligado à magia e pode assumir a forma que quiser. Ele não pertence aos Aesir, embora viva com eles. É frequentemente considerado um símbolo da maldade, traiçoeiro, de pouca confiança; e, embora suas artimanhas geralmente causem problemas a curto prazo aos deuses, estes frequentemente se beneficiam, no fim, das travessuras de Loki. Ele está entre as figuras mais complexas da mitologia nórdica.
Ele possui um grande senso de estratégia e usa suas habilidades para seus interesses, envolvendo intriga e mentiras complexas. Sendo um misto de deus e gigante, sua relação com os outros deuses é conturbada. Segundo as lendas nórdicas ele iria liderar um exército no Ragnarok. Entretanto, ele é respeitado por Thor. Ele também ajuda Thor a recuperar seu martelo Mjölnir, roubado pelos gigantes, obtém alguns dos artefatos mais preciosos dos deuses — como a própria lança de Odin, Gungnir, os cabelos de ouro de Sif e o navio mágico de Freyr, Skidbladnir.
As referências a Loki estão no Edda em verso, compilado no século XIII a partir de fontes tradicionais, no Edda em prosa e no Heimskringla, escrito no século XIII por Snorri Sturluson. Ele também aparece nos Poemas rúnicos, a poesia dos escaldos, e no folclore escandinavo. Há teorias que conectam o personagem com o ar ou o fogo, e que ele pode ser a mesma figura do deus Lóðurr, um dos irmãos de Odin.

## Edda em verso
No Edda em verso, Loki aparece nos poemas Völuspá, Lokasenna, Þrymskviða, Reginsmál, Baldrs draumar e Hyndluljóð, seja apenas citado ou parte relevante do texto.

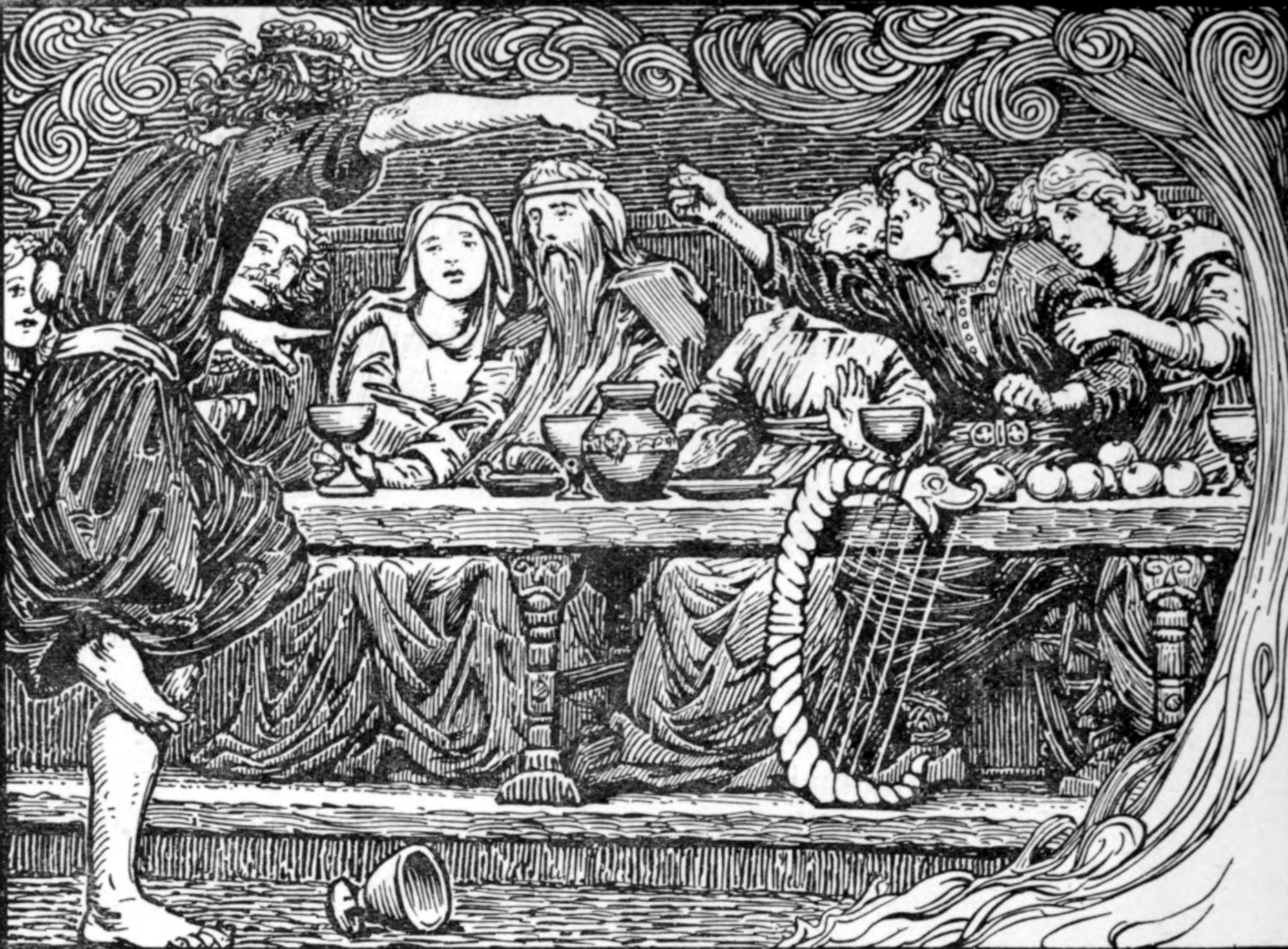
"Loki zomba Bragi" (1908) por W. G. Collingwood.

### Lokasena
O poema começa com uma prosa introdutória detalhando que Aegir promovia um evento em seu salão para alguns deuses e elfos. No local, os deuses elogiam os serventes Fimafeng e alice, e Loki mata Fimafeng por não suportar ouvir aquilo. Em resposta, os deuses pegam seus escudos e atacam Loki, o perseguindo do salão até a floresta. Por fim, os deuses retornam ao salão e continuam a beber.
O fugitivo volta ao local, e encontrar Eldir fora do salão. Começando o poema, Loki o saúda e pede que ele conte o que os deuses discutem desde sua ausência. Eldir responde que eles discutem suas armas e suas qualidades bélicas, e que nada amigável se dizia sobre Loki. O deus do fogo diz que entrará no evento, e que até o fim ele induziria discussão entre os deuses. Ele entra no salão, e todos se emudecem com sua presença.
Sedento, Loki clama que havia retornado de uma longa jornada para pedir aos deuses uma dose de hidromel. Chamando-os de arrogantes, ele questiona porque eles se calam, e exige que o encontrem uma cadeira, ou o expulsem do local. O deus escaldo Bragi é o primeiro a responder, dizendo que Loki não teria uma cadeira. Loki não o responde diretamente, mas direciona sua atenção a Odin, lembrando que nos velhos tempos Odin dizia que nunca beberia se a bebida não fosse trazida a ambos.

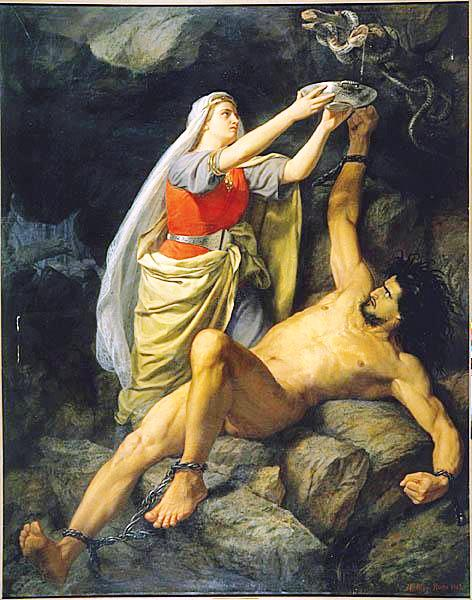
"Loke e Sigyn" (1863) por Mårten Eskil Winge.

Odin então pede a seu filho Vidar que se levante, para que Loki possa sentar e parar de culpar os deuses presentes. O jovem se levanta e serve bebida ao convidado. Antes de beber, ele pede um brinde aos deuses, exceto a Bragi, que responde que forneceria um cavalo, uma espada e um anel de suas posses para que não fosse mal visto pelos outros deuses. Ao acusar o argumentador, Loki ouve que, fora do salão Bragi teria a cabeça do inimigo como prêmio por suas mentiras. Ele responde que Bragi era bravo somente sentado, e que correria ao enfrentar um homem de espírito.
A deusa Iduna interrompe, pedindo que Bragi mate Loki naquele salão, em respeito à sua família. Loki pede que ela se cale, acusando-a, sendo respondido que ela gostaria de vê-los duelando. A deusa Gefjun concorda o motivo dos dois duelarem, e é respondida por Loki com nenhuma acusação.
Odin diz que Loki seria insano ao tornar Gefjun sua inimiga, tendo em vista que sua sabedoria com o destino dos homens seria tão grande quanto a do próprio Odin. Os dois então passam a trocar insultos sobre fatos do passado. Frigg, deusa e esposa de Odin, argumenta que o passado dos dois não deveria ser dito em frente aos outros, e Loki passa a insultá-la também, o que também acontece com Freya e Njord, entre outros.
Eventualmente, Thor chega ao local e manda Loki se calar, chamando-o de criatura maléfica e dizendo que com seu martelo Mjölnir o silenciaria. Os dois também começam a discutir, terminando o poema de Lokasenna. Por fim, há uma prosa detalhando Loki saindo do salão, transformando-se em salmão e se escondendo nas cascatas de Franangrsfors, onde os Aesir o capturaram. Loki é preso, e Skadi coloca uma cobra sobre sua cabeça, de onde passar a cair veneno. Esposa de Loki, Sigyn senta-se junto a ele e começa a coletar o veneno em defesa de seu esposo. Com o enchimento da vasilha, ela constantemente deixa o local para despejar o líquido, e durante esse período o líquido tóxico cai sobre ele, causando-o tamanha dor que toda a terra treme com o seu grito, gerando, assim, os terremotos.

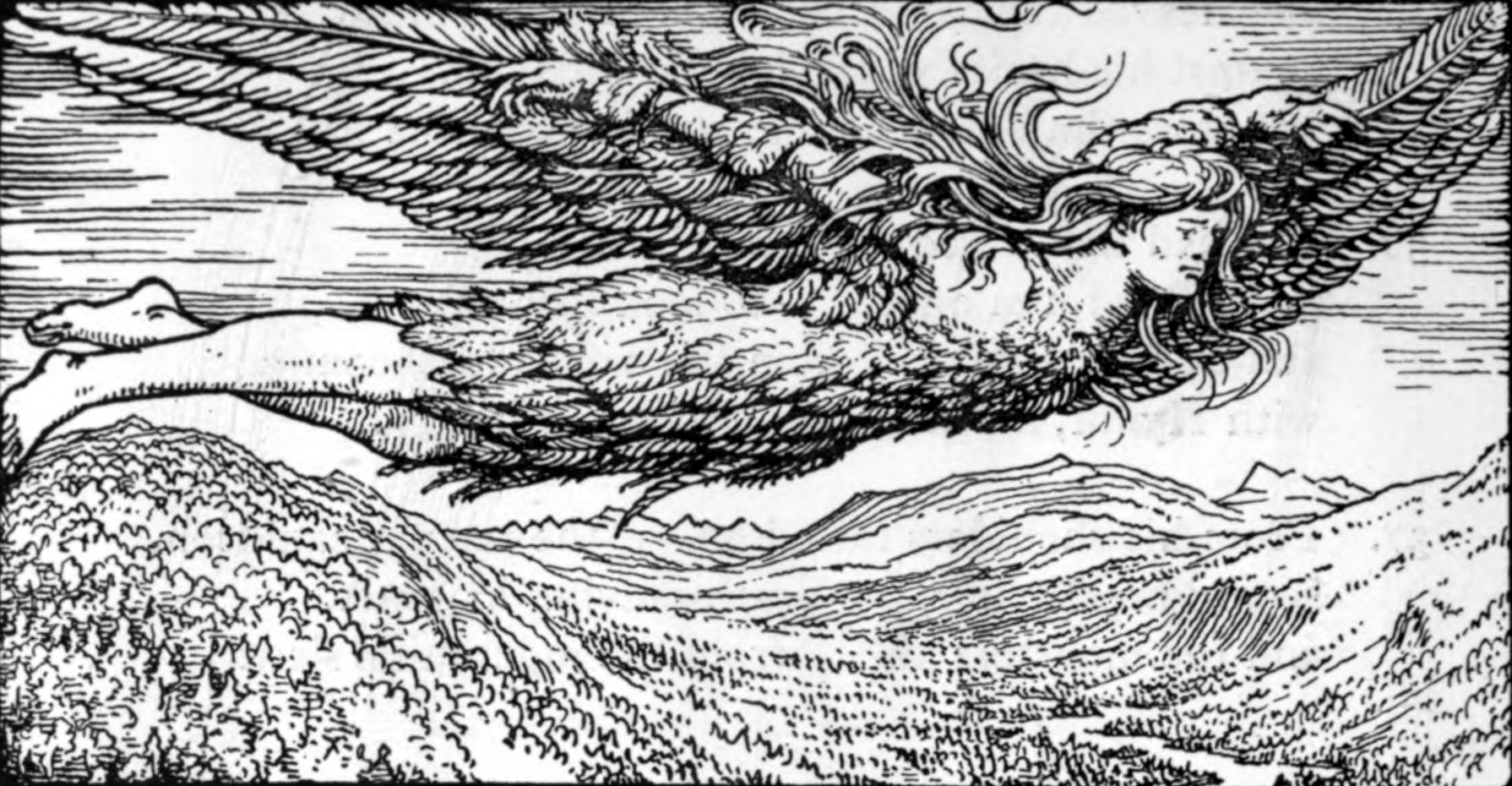
"Vôo de Loki para Jötunheim" (1908) por W. G. Collingwood.

### Þrymskviða
Thor acorda e percebe a perda de seu martelo Mjölnir. Ele vai ao encontro de Loki, e os dois vão à corte de Freya. A deusa tinha uma capa de penas de falcão que lhe dava a habilidade de se transformar em pássaro e voar pelos diversos mundos. Loki lhe pede emprestado sua capa para poder procurar o objeto perdido, sendo atendido. Ele pega a capa e sai à procura.
Em Jotunheim, o gigante Þrymr está sentado numa mamoa e vê Loki chegando. Ele pergunta o que estaria acontecendo entre os deuses e os elfos para Loki estar sozinho naquele local. Loki responde que ele tinha más notícias para deuses e elfos, o martelo de Thor havia sumido. O gigante responde que havia escondido o Mjölnir debaixo da terra, e que o devolveria somente se Freya fosse trazida para se tornar sua esposa. Loki então deixa o local, e volta à presença dos deuses.
Thor questiona o sucesso da busca de Loki. Loki conta que o martelo está com Þrymr, mas que só seria devolvido se Freya fosse levada a ele para se tornar sua esposa. Os dois vão ao encontro da deusa e a pedem para se vestir de noiva, para que fosse a Jotunheim. Indignada, ela protesta com ódio, fazendo com que seu colar Brisingamen caia, e recusando-se a fazer tal coisa. Como resultado, os deuses se reúnem para discutir o assunto. Heimdall sugere que Thor se disfarce e se vista de noiva e vá ao local, o que é rejeitado por Thor. Mas Loki apóia a ideia, dizendo que essa seria a única forma de recuperar o martelo. Ele argumenta que, sem aquele martelo, os gigantes poderiam invadir e se estabelecer em Asgard. Os deuses então vestem Thor como uma noiva, Loki se disfarça de mulher para acompanhá-lo como ajudante, e os dois então partem para Jotunheim.
Cavalgando juntos na biga levada por cabras, os dois chegam ao local. Þrymr comanda os gigantes em seu salão para prepará-lo para a cerimônia. No começo da noite, Loki e Thor encontram-se com Þrymr; Thor come e bebe ferozmente, consumindo animais inteiros e muito hidromel. Þrymr estranha tal comportamento, mas Loki, sentado ao lado e percebendo a situação, desculpa-se e alega que "Freya" não havia comido por oito dias, tão ansiosa estava com o casamento. Þrymr levanta o véu e deseja beijar a noiva, mas nota os olhos raivosos encarando-o. Loki novamente se desculpa, dizendo que "ela" não havia dormido por oito noites ansiosa com o casamento.
Pede-se o presente de casamento, e os gigantes trazem o Mjölnir para santificar a noiva, e casar os noivos sob bênção da deusa Vár. Thor exulta quando vê o martelo: finalmente recuperando-o, matando todos os gigantes presentes na cerimônia, e mais alguns no caminho de volta a Asgard .

### Reginsmál
Loki aparece na prosa e no começo do poema de Reginsmál. A introdução em prosa detalha que enquanto o herói Sigurd era cuidado por Regin, filho de Hreidmar. Regin o conta que certa vez os deuses Odin, Hoenir e Loki foram às cascatas de Andvara, que tinha muitos peixes. Lá encontraram o Anão Regin, que tinha dois irmãos: Andvari, que se alimentava ao ficar em Andvara sob forma de peixe, e Otaro, que frequentemente ia ao local sob forma de lontra.
Enquanto os três deuses estão nas cascatas, Otaro (sob forma de lontra) pega um salmão e o come na beira do rio; ele morre quando Loki o acerta com uma pedra. Os deuses saúdam o ato, e pegam a pele da lontra para fazer uma bolsa. Na mesma noite, eles se encontram com Hreidmar (pai de Otaro) e o mostram suas capturas, incluindo a pela da lontra. Regin e seu pai identificam o ente que havia morrido, e Hreidmar exige que eles preencham a bolsa com ouro em troca da perda do filho.
Loki é enviado para essa tarefa, e se encontra com a deusa Rán, que o empresta uma rede. Ele volta à Andvara, onde captura Andvari com a rede – Loki é considerado o inventor da rede de pesca. Loki exige que o anão transformado em peixe conte onde seu ouro está, e vai a procura do tesouro. Ao obtê-lo, ainda falta mais uma peça. Apesar de perder tudo, Andvari ainda tenta ficar com seu anel, o Andvarinaut, mas Loki também o pega. Agora sob forma de anão, Andvari vai até uma pedra e amaldiçoa o tesouro perdido.
Loki retorna, e os três deuses dão o tesouro a Hreidmar, preenchendo a bolsa. Hreidmar olha o resultado, e nota que há uma minúscula parte não preenchida, o que força Odin a acrescentar o Andvarinaut. Loki diz que eles agora tinham posse do ouro, e que ele estava amaldiçoado, o que causaria a morte de Hreidmar e Regin. Hreidmar responde que se soubesse antes, ele os teria matado, mas age com desdém quanto à maldição. Por fim, o rei anão os expulsa e o poema continua sem qualquer menção a Loki.

## Edda em prosa
No Edda em prosa, Loki aparece principalmente em Gylfaginning e Skáldskaparmál.

### Gylfaginning

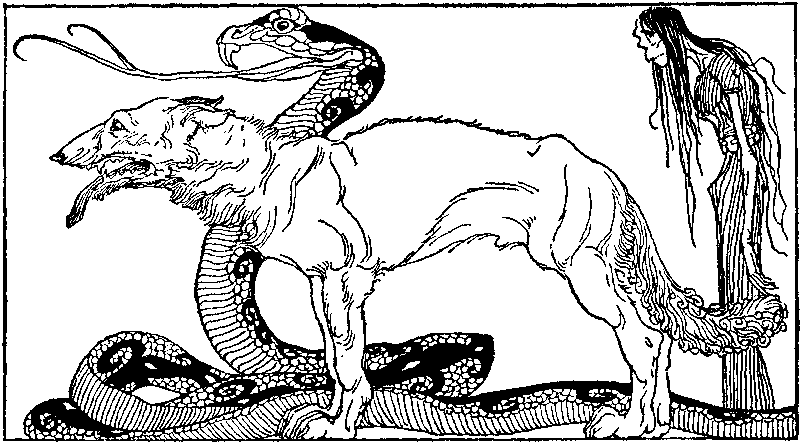
"os filhos de Loki" (1920) por Willy Pogany

A primeira referência a Loki no Edda em prosa está no vigésimo capítulo do livro Gylfaginning. Posteriormente, há uma descrição sobre o personagem. Ele é chamado "caluniador dos deuses", "origem da enganação" e "desgraça dos deuses e homens". Diz-se que seu nome alternativo é Lopt, que ele é filho dos gigantes Fárbauti e Laufey, e irmão de Helblindi e Býleistr. Ele possui boa aparência, amigável, mas sua natureza é maligna. Ele é calculista e malicioso, mas também heróico. Muitas das suas proezas causam grandes danos ou ferimentos, mas geralmente ele é rápido o bastante para restaurar a ordem e evitar o desastre completo.
Sua esposa é Sigyn, com quem teve os filhos Nari e Narfi. Em outra época, foi casado com a gigante Angrboda, com quem gerou três criaturas monstruosas, assustadoras e maléficas: o lobo Fenrir, a grande serpente Jormungand e Hel, a deusa parcialmente decomposta do mundo dos mortos. Os deuses sabiam que os filhos eram criados em Jotunheim, e esperavam problemas deles devido à natureza de Angrboda, e principalmente a de Loki.

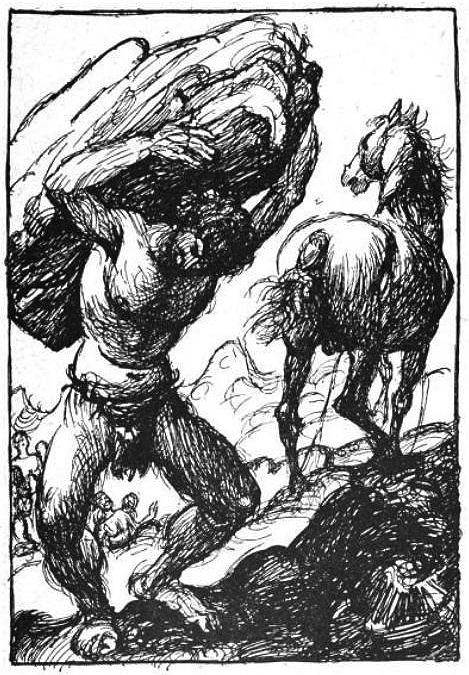
O construtor e Svadilfari (1919) por Robert Engels

No capítulo 42, conta-se a história acontecida no começo da era dos deuses, quando eles se estabeleceram em Asgard e construíram a Valhala. Um construtor não identificado se oferece para construir uma fortificação aos deuses em troca da deusa Freya, o Sol e a Lua. Após algum debate, os deuses aceitam as condições, mas impõem algumas restrições ao construtor, incluindo completar o trabalho dentro das três temporadas seguintes sem a ajuda de qualquer homem. Eles eram fortemente contra as condições, ceder Freya estava fora de cogitação, mas Loki argumenta que o construtor não conseguiria tal feito, e, assim, o contrato seria quebrado. Em contrapartida, o construtor pede que possa ter a ajuda do seu cavalo Svadilfari. O animal consegue render extraordinariamente bem, carregando blocos enormes de rochas, o que surpreende os deuses. Os dois avançam rapidamente com os muros, e três dias antes do prazo do verão, o construtor está quase na entrada da fortificação. Os deuses se reúnem para discutir esse desempenho inesperado, que colocava em risco a própria natureza dos deuses, entrando em consenso que a culpa era de Loki.
Os deuses declaram que Loki merece uma morte horrível se ele não encontrar um plano para forçar o construtor a falhar no cumprimento do prazo, e o ameaçam. Com medo, ele jura que encontraria um meio para tal, custe o que custasse. Durante a noite, o construtor e seu cavalo se dirigem a outro local em busca de rochas, e da floresta surge uma égua, que começa a chorar. Devido a sua natureza, Svadilfari a segue, mas ela foge floresta a dentro. Essa busca continua por toda a noite, e o construtor é forçado a interromper o trabalho naquela noite, indignado.
Quando os deuses percebem que aquele construtor era um gigante da tribo dos hrímthurs, chamam Thor, que o mata com um golpe do martelo Mjölnir. A égua da floresta era o próprio Loki transformado, e algum tempo depois ele dá a luz a um cavalo cinza de oito patas. Era Sleipnir, considerado o melhor cavalo dos nove mundos. Loki oferece o animal à Odin para redimir sua culpa no caso.
No capítulo 44, relata-se o conto em que Thor e Loki estão cavalgando na biga de Thor levada por cabras. Eles param na casa de um camponês, onde são hospedados pela noite. Thor mata suas cabras, e as prepara para o jantar. Ele convida a família do camponês para compartilhar o alimento preparado. Durante a refeição, o filho Þjálfi chupa a medula óssea de uma das cabras, e quando Thor ressuscita seus animais, descobre que uma das cabras esta manca. Aterrorizada, a família camponesa compensa Thor o dando seus filhos Þjálfi a Röskva.

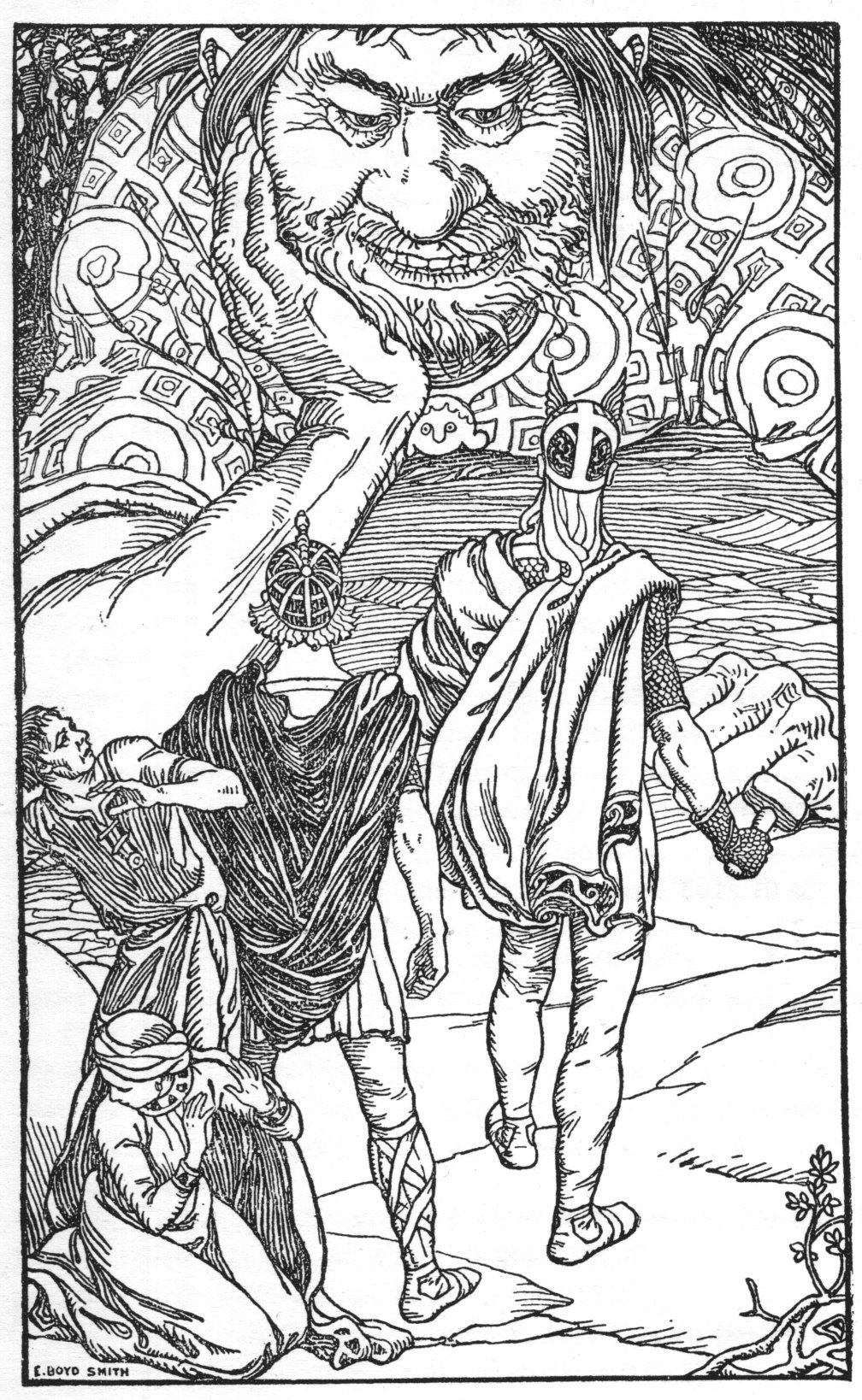
"Eu sou o gigante Skrymir" por Elmer Boyd Smith

Com exceção das cabras, Thor, Loki e as crianças continuam a jornada até chegar na floresta de Jotunheim, onde continuam pela escuridão procurando por abrigo para a noite. Eles encontram uma construção imensa, e ficam por lá. Durante a noite, eles sentem abalos sísmicos no local, o que os amedronta, com exceção de Thor. Na realidade, a construção era a grande luva de Skrymir, que roncava durante a noite, causando os tremores. Ao saberem disso, os quatro fogem para uma árvore próxima.
Thor acorda durante a noite, e uma série de eventos ocorre em que Thor tenta destruir o gigante com seu martelo, mas Skrymir acorda a cada tentativa. Após a segunda tentativa, Skrymir o alerta que se ele agisse assim no castelo de Útgarðar, era melhor voltar naquele momento, pois os soldados do rei não aturariam aquela atitude. Eventualmente, Skrymir sai pela floresta, e os quatro viajantes continuam sua jornada até o meio-dia. Eles encontram um grande castelo e uma área aberta. O castelo é tão grande que eles devem se curvar completamente para ver o topo da construção. Na entrada há um portão, e Thor percebe que não consegue abri-lo. Juntos, os quatro conseguem abrir o portão, seguem pelo salão de entrada e observam dois grandes bancos onde sentam pessoas gigantescas.
Entre os gigantes eles identificam Útgarða-Loki, o rei do castelo, que se vira aos visitantes e os saúda, gracejando Thor. O rei Badu desafia os visitantes a alguns desafios, e Loki toma a iniciativa. Ele diz que nenhum dos presentes consegue comer sua comida tão rápido quanto ele, e nisso, um dos servos de Utgarda-Loki se apresenta. Inesperadamente, Loki perde. Em seguida, Thor é desafiado a um teste de bebida, e ele perde também. Em seguida, Utgarda-Loki desafia Thor a erguer a pata de seu gato, e Thor falha novamente. Por último, a velha ama do rei gigante, Eli, desafia Thor a uma luta, e vence. Thor e Loki saem do reino dos gigantes humilhados, porém são confortados mais tarde por um mensageiro, que diz a verdade sobre os desafios: Loki perdera para fogo selvagem, algo que a tudo devora; o chifre de hidromel de Thor havia sido conectado ao oceano, por isso ele nunca o terminava - embora o deus do trovão tenha bebido tanto que o mar sofreu um notável desnível; a pata de gato que Thor não pudera levantar era a imensa cauda da Jörmungard disfarçada por magia, enquanto Eli era, na verdade, a velhice, algo que nada nem ninguém pode vencer.
Noutro momento de Gylfaginning, há a descrição da morte de Balder, a primeira duma série de eventos que levaria ao Ragnarök. A história possui um desfecho análogo ao destino de Loki no fim da Lokasenna, do Edda em verso. Balder era conhecido por disseminar boa vontade e a paz, o que, junto com sua popularidade, irava Loki. Balder, então, começa a ter pesadelos com sua própria morte. O sonho é considerado profético, e ele se deprime com seu destino, fazendo com que sua mãe exija que todos os objetos do mundo nunca façam mal ao filho. Todos exceto por um visco: Frigga o considerava muito irrelevante para tal, além de jovem demais para fazer qualquer juramento.

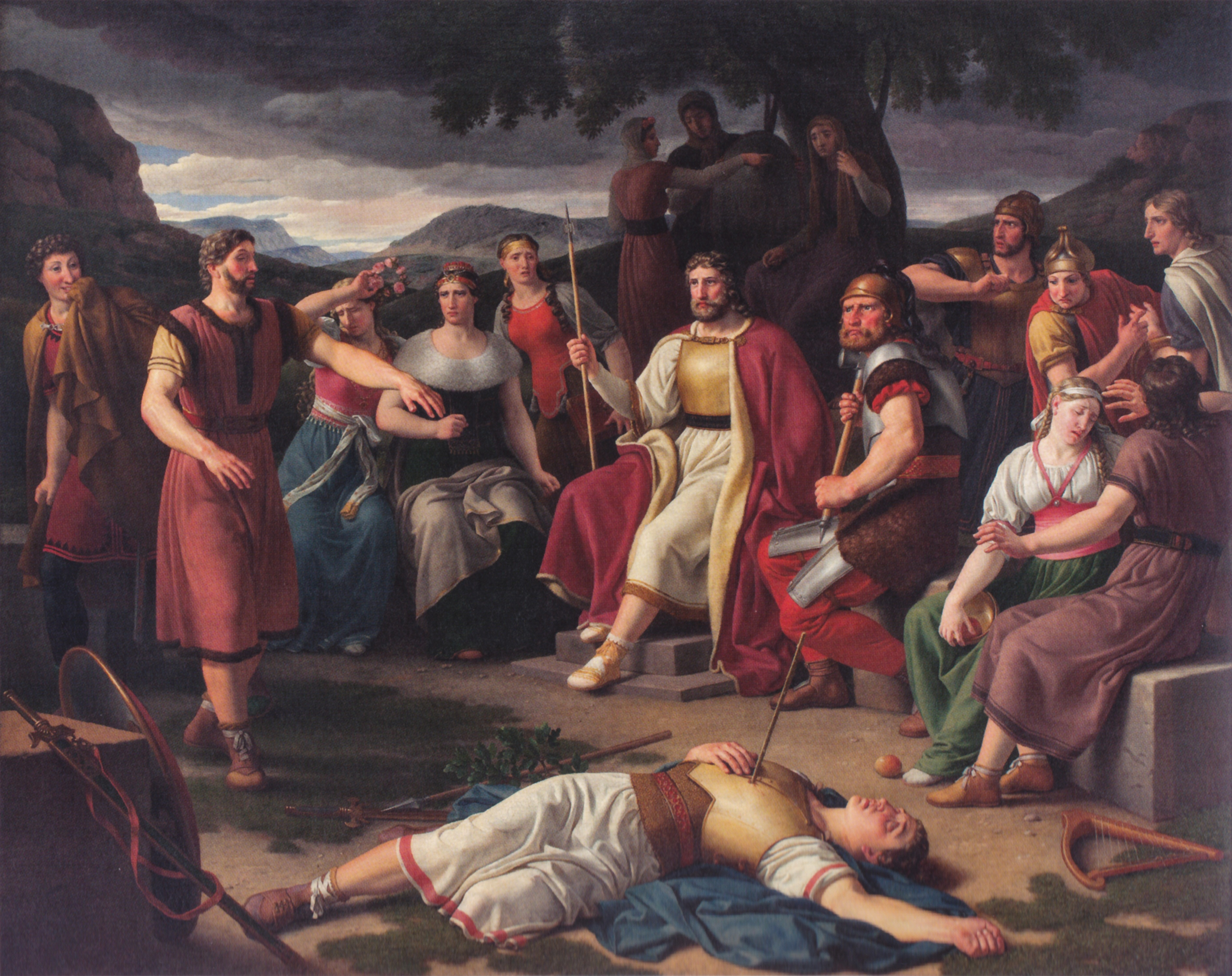
"A morte de Balder" (1817) por Christoffer Wilhelm Eckersberg

Loki se transforma em mulher e acaba tomando conhecimento dessa exceção conversando com Frigga, o que o motiva fazer uma flecha mágica de visco, e vai ao encontro dos deuses, que se divertem ao jogar objetos em Balder e vê-los rebatendo ou desviando sem causar qualquer dano ao jovem. Loki dá sua lança ao irmão de Balder, o deus cego Hoder, que acidentalmente mata seu irmão. Outras versões sugerem que Hoder não participava da brincadeira por sua condição. Disfarçado, Loki chega e oferece ajuda, lhe fornecendo a flecha e o levando-o a mirá-la no irmão. Por este ato, Odin e a gigante Rindr geram o filho Váli, que cresceria para punir Hoder.
Segundo as tradições, Balder foi cremado em seu navio, Hringhorni. Todos pesam a morte do ente próximo. Após pedido de Frigga, os presentes são avisados através do mensageiro Hermod que Hela promete libertar Balder do submundo se todos os objetos vivos pesarem sua morte. Todos atendem o pedido, exceto a giganta Þökk, que se recusa a lamentar a perda desse deus. Por isso, Balder deveria permanecer no submundo até o Ragnarök.
Quando os deuses descobrem que a giganta era ninguém mais que Loki sob disfarce, eles o perseguem e o prendem a três rochas. Eles prendem uma cobra sobre sua cabeça, que pinga veneno sobre seu rosto. A esposa de Loki, Sigyn evita que isso aconteça armazenando o veneno numa vasilha, mas de tempos em tempos ela era obrigada a retirar o objeto para esvaziá-lo. O líquido tóxico, ao cair sobre o rosto de Loki, causava-lhe tanta dor que a terra inteira tremia com seu grito, o que passou a se chamar terremoto. Eventualmente, Loki consegue se libertar a tempo de lutar contra os deuses no Ragnarök.

### Skáldskaparmál
O Skáldskaparmál descreve que os filhos de Ivaldi são anões que, desafiados por Loki, construíram o navio mágico de Frey (Skidbladnir), a lança invencível de Odin (Gungnir) e os cabelos de ouro de Sif, substituindo, assim, os cabelos cortados por Loki (esse sendo o principal objetivo do desafio; após cortar os cabelos de Sif durante uma travessura, Loki fora obrigado pelo marido dela, Thor, a compensá-la por aquilo). Tais objetos eram muito apreciados pelos deuses, e certa vez Loki apostou com o anão Brokk a própria cabeça que seu irmão Eitri não conseguiria construir objetos com a mesma qualidade. Para atrapalhá-los, Loki se transforma em abelha, picando-os constantemente. Entretanto, mesmo com as dificuldades, essa competição resultou na criação do javali de Frey (Gullinbursti), o anel de Odin (Draupnir) e o martelo de Thor (Mjölnir).
Os deuses julgaram todos os objetos e consideraram as obras de Brokk ainda mais grandiosas que as dos filhos de Ivaldi, e ele ganhou a aposta. Perdendo, Loki foge após estar à mercê dos anões. Entretanto, a pedido dos anões ele é capturado por Thor e entregado aos irmãos. Mas Loki é astuto, e argumenta que, se sua cabeça for cortada, o seu pescoço seria danificado, e isso não fazia parte da aposta. Mas os anões se contentam em costurar seus lábios, pois eles julgavam que Loki falava demais. Ele consegue retirar o fio e fugir.

## Teorias sobre o deus
As ações de Loki mostram seu lado maléfico por boas causas, estas geralmente contra sua intenção original. Entretanto, ele não é considerado perigoso; sua criatividade é usada pelos outros deuses para lidar com situações sem esperança. Uma das teorias sobre o deus argumenta que seu lado demoníaco e destrutivo é exclusivo duma perspectiva cristã. Muitos os consideram um trapaceiro que, apesar de seu indubitável lado mal, acaba se tornando um dos principais aliados dos deuses; além disso, ele representa o toque de caos necessário para que possa haver evolução. Conceitos cristãos introduzidos mais tarde na Escandinávia acabaram por destacar apenas suas piores características.
Apesar de diversas investigações, a figura deste deus continua obscura. Não há traços de religião em seu nome, e ele não aparece em toponímia alguma. Algumas fontes o relacionam com os deuses, mas se supõe que isso se deve ao seu relacionamento fraterno com Odin, a quantidade de tempo que passam juntos.